# Energia nucleare in Bielorussia
La Bielorussia al momento non ha reattori commerciali funzionanti.

## Storia
La Bielorussia ha sempre dipeso per le sue forniture energetiche dal resto dei paesi dell'ex Unione Sovietica. Durante gli anni '80 era in costruzione presso Minsk un impianto che doveva essere composto da alcuni reattori VVER1000, la costruzione fu abbandonata nel 1988 a causa del Disastro di Černobyl'. Il paese importa il 90% del suo gas dalla Russia (stimati essere 22,5 miliardi m3 nel 2012), utilizzato in buona parte per la produzione di energia elettrica, un impianto da 2400 MW ridurrebbe le importazioni di circa 5 miliardi m3 annui (ad un costo approssimativo di 800 milioni $) per un costo del combustibile e la gestione dei rifiuti a meno della metà del gas.
Politica russa per la costruzione di centrali nucleari in stati non possessori di armamento nucleare è quello di fornire l'impianto su base chiavi in mano, compresa la fornitura di tutto il combustibile e il rimpatrio di combustibile esausto utilizzato nell'impianto. Il carburante sarebbe quindi riprocessato in Russia ed eventualmente i rifiuti sarebbero reinviati al paese di origine alla fine.
A metà del 2006 il governo bielorusso ha approvato un piano per la costruzione di un primo impianto di 2000 MW di tipologia PWR nel Voblasc' di Mahilëŭ, nella Bielorussia orientale. L'impianto sarebbe stato in grado di fornire elettricità a meno della metà di un pari impianto alimentato a gas russo e di fornire circa il 30% dell'elettricità nazionale entro il 2020 ad un costo di circa 4 miliardi € (a gennaio 2008) sulla base di un contratto "chiavi in mano". Dopo le manifestazioni di interesse da parte di venditori internazionali, il ministero dell'energia ha annunciato nell'agosto 2008 di aver ricevuto proposte da Atomstroyexport, Westinghouse-Toshiba ed Areva. A causa dei lunghi accordi intergovernativi che sarebbero occorsi con gli USA per la fornitura di tecnologia nucleare e della taglia dell'impianto francese troppo elevata per il primo reattore nazionale, ha reso l'Atomstroyexport come il fornitore più probabile per l'impianto di 2x1000 MW. Il funzionamento della prima unità è stata prevista inizialmente per il 2016 mentre il secondo nel 2018, mentre altre due unità sono state proposte per il funzionamento entro il 2025. Nel giugno 2007 la russa Eximbank ha offerto 2 miliardi $ come linea di credito per l'impianto. Nel novembre 2007 un decreto presidenziale ha definito le organizzazioni responsabili per la preparazione per la costruzione del paese prima centrale nucleare e il denaro stanziato per l'ingegneria e la selezione dei siti. I siti candidati erano Krasnopolyansk e Kukshinovsk (entrambi nel Voblasc' di Mahilëŭ) e Astraviec nel Voblasc' di Hrodna. Astraviec, a 23 km dal confine lituano e 55 km da Vilnius, è stato scelto nel dicembre 2008, nonostante le proteste provenienti dalla Lituania. Proprietà dell'impianto potrebbe essere parzialmente o totalmente privato, guardando con interesse (o disperazione) il precedente bulgaro. In precedenza erano stati vagliati anche dei progetti per la partecipazione negli impianti di Smolensk 2 e Kursk 2, preferendo poi la soluzione nazionale.
Nel giugno 2009 il governo ha annunciato che Atomstroyexport sarebbe diventato il responsabile principale dell'impianto, con la partecipazioni di subappaltatori russi e bielorussi, in particolare la St Petersburg Atomenergoproekt. Un accordo intergovernativo relativo impianto è stato firmato nel marzo 2011, mentre un contratto preliminare di costruzione chiavi in mano con la Atomstroyexport per un impianto di 2.400 MWe (2 x 1200 MWe AES-2006 utilizzando il modello V-491) è stato firmato nell'ottobre 2011 dalla direzione nazionale per la costruzione di impianti nucleari bielorussi. Nel dicembre 2011 è stata presentata una domanda edilizia per i lavori sul sito, mentre il contratto generale è stato firmato a marzo 2012 con l'inizio dei lavori previsto per il successivo aprile. Il funzionamento dell'impianto di Astraviec è prevista ora per il 2017 e il 2018.
Inerente al finanziamento dell'opera, nel giugno 2009 il governo ha annunciato che 9 miliardi $ di finanziamento russo erano stati approvati, mentre nell'agosto del 2009 fu confermato un accordo sul finanziamento a partire dal 2010. La stima dei costi ufficiale, comprese le infrastrutture, è di 9,4 miliardi $ con un terzo di questi da spendere nel periodo 2011-15. Nel novembre 2011 è stato concordato che la Russia presterebbe fino a 10 miliardi $ per 25 anni per finanziare il 90% del contratto di costruzione.

## Programma nucleare futuro
È stata proposta la costruzione di altri 2 reattori nell'impianto di Astraviec, per portare il totale della generazione nazionale a 4000 MW.

## Gestione dei rifiuti e depositi geologici
Il contratto di fornitura prevede che tutto il combustibile esausto sia reinviato in Russia per il riprocessamento.

## Centrali elettronucleari
Tutti i dati della tabella sono aggiornati a novembre 2020
| Reattori operativi |                    |           |                    |                                    |                                   |                        |
| Centrale | Potenza netta (MW) | Tipologia | Inizio costruzione | Allacciamento alla rete            | Produzione commerciale            | Dismissione (prevista) |
| Bielorussia (Reattore 1) | 1110               | VVER1200  | 6 novembre 2013    | 3 novembre 2020                    | inizio 2021                       |                        |
| Totale: 1 reattori per complessivi 1.110 MW |                    |           |                    |                                    |                                   |                        |
| Reattori in costruzione |                    |           |                    |                                    |                                   |                        |
| Centrale | Potenza netta (MW) | Tipologia | Inizio costruzione | Allacciamento alla rete (prevista) | Produzione commerciale (prevista) | Costo (stimato)        |
| Bielorussia (Reattore 2) | 1110               | VVER1200  | 26 aprile 2014     | 2018                               | 2018                              |                        |
| Totale: 1 reattori per complessivi 1.110 MW |                    |           |                    |                                    |                                   |                        |
| Reattori pianificati ed in fase di proposta |                    |           |                    |                                    |                                   |                        |
| Totale programmati: 0 reattori per complessivi 0 MW Totale proposti: 2 reattori per oltre 2.218 MW complessivi                                                      |                    |           |                    |                                    |                                   |                        |
| Reattori dismessi |                    |           |                    |                                    |                                   |                        |
| Nessuno |                    |           |                    |                                    |                                   |                        |
| NOTE: - La normativa in vigore prevede la possibilità di sostituzione e/o aumento del parco reattori al termine del ciclo vitale degli impianti ancora in funzione. |                    |           |                    |                                    |                                   |                        |